# Urfersheim

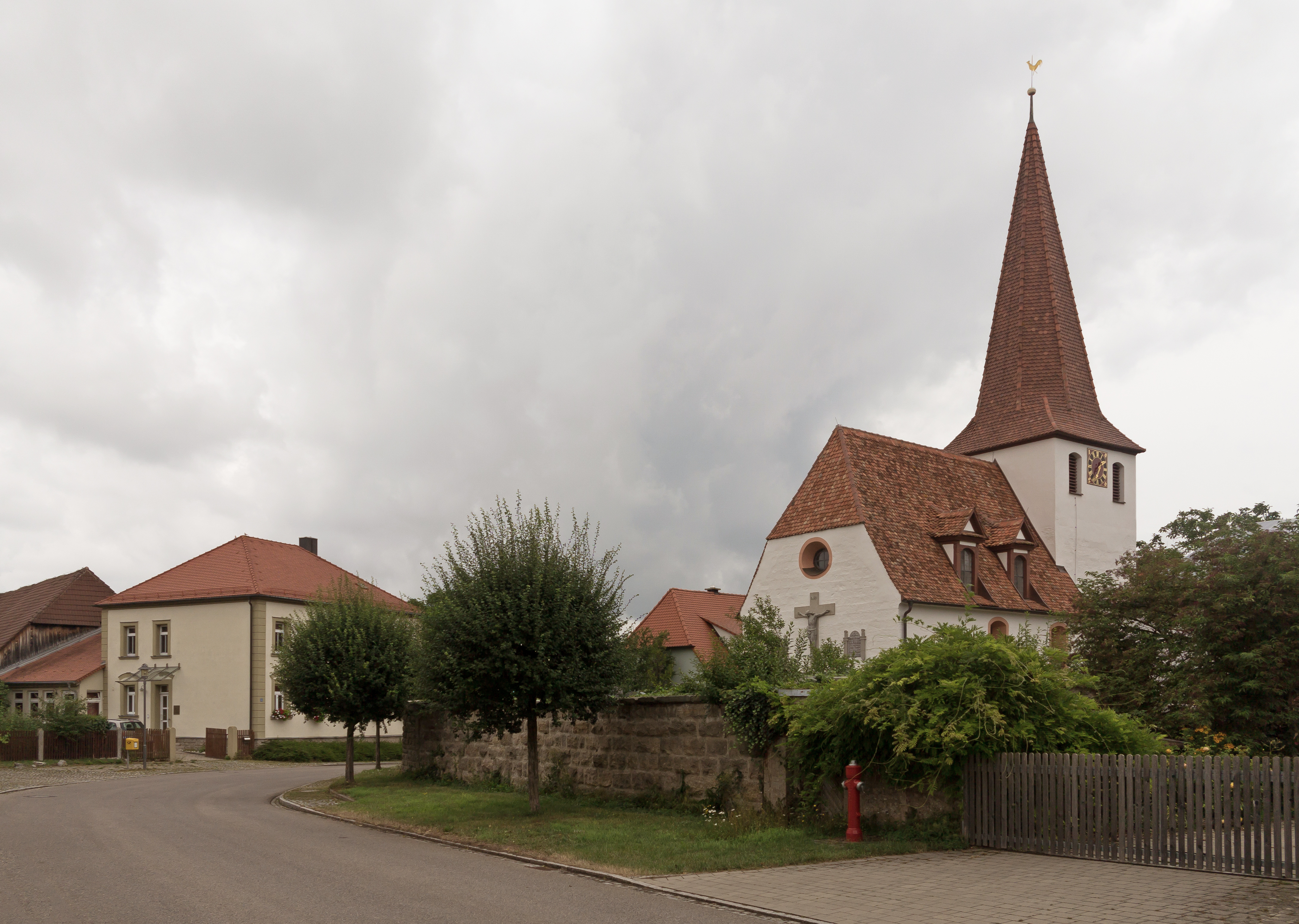
Die evangelisch-lutherische Pfarrkirche Sankt Bartholomäus

Urfersheim (fränkisch: Ärfascha) ist ein Gemeindeteil der Gemeinde Illesheim im Landkreis Neustadt an der Aisch-Bad Windsheim (Mittelfranken, Bayern). Die Gemarkung Urfersheim hat eine Fläche von 3,446 km². Sie ist in 299 Flurstücke aufgeteilt, die eine durchschnittliche Fläche von 11526,45 m² haben.

## Geografische Lage
Das Pfarrdorf liegt in der Windsheimer Bucht in einer fast baumfreien Ackerbaulandschaft mit Wiesen allein in den tiefen Tallagen. Am Nordrand des Ortes fließt der Talgraben, der mit dem Kehrbach (rechts) zum Scheckenbach zusammenfließt, einem rechter Zufluss der Aisch. Unmittelbar nördlich des Ortes befindet sich der Flugplatz Illesheim, der von der US Army genutzt wird. Die Kreisstraße NEA 39 führt nach Illesheim zur Bundesstraße 470 (1,7 km nordwestlich) bzw. nach Westheim (1,8 km südöstlich).

## Geschichte
Der Ort wurde wahrscheinlich wie die umliegenden -heim-Orte um 650 gegründet. In einer Urkunde von 779/803 wurde der Ort als „Vrbaresheim“ erstmals erwähnt, laut der die Gräfin Reginsuint dem Kloster Fulda u. a. diesen Ort schenkte. Dem Ortsnamen liegt der Personenname Urbir zugrunde. Um 1200 erhielt der Ort den Status des Reichsdorfes, den es 300 Jahre behielt. 1300 verpfändete König Albrecht I. u. a. Urfersheim an Albrecht II. von Hohenlohe-Uffenheim. 1386 verkaufte Gerlach von Hohenlohe die verpfändeten Dörfer Urfersheim und Westheim an die Reichsstadt Rothenburg.
Das Kloster Heilsbronn erwarb 1312 in Urfersheim von Gottfried von Hohenlohe zwei Höfe. In der Folgezeit kam noch ein weiterer Hof hinzu.
Am 30. Mai 1525 wurde Urfersheim im Bauernkrieg von den Soldaten des Markgrafen Kasimir heimgesucht und angezündet. Weil der Ort die Bauern unterstützte, wurde dem Ort der Status des Reichsdorfes aberkannt und in das Markgrafentum Brandenburg-Bayreuth einverleibt.
Gegen Ende des 18. Jahrhunderts gab es in Urfersheim 25 Anwesen. Das Hochgericht übte das brandenburg-bayreuthische Vogtamt Altheim aus. Es hatte ggf. an das Schultheißenamt Markt Bergel auszuliefern. Die Dorf- und Gemeindeherrschaft hatten das Kastenamt Ipsheim und die Reichsstadt Windsheim gemeinsam inne. Grundherren waren das Fürstentum Bayreuth (23 Anwesen; Kastenamt Ipsheim: Pfarrhaus, Schulhaus, Hirtenhaus, 3 Höfe, 12 Güter, 1 Gütlein; Kastenamt Windsheim: 1 Hof, 1 Halbhof, 2 Güter) und die Reichsstadt Windsheim (2 Güter).
Im Jahr 1810 kam Urfersheim an das Königreich Bayern. Im Rahmen des Gemeindeediktes wurde es 1811 dem Steuerdistrikt Westheim und der 1817 gebildeten Ruralgemeinde Westheim zugewiesen. Mit dem Zweiten Gemeindeedikt (1818) entstand die Ruralgemeinde Urfersheim. Sie war in Verwaltung und Gerichtsbarkeit dem Landgericht Windsheim zugeordnet und in der Finanzverwaltung dem Rentamt Ipsheim. Ab 1862 gehörte Urfersheim zum Bezirksamt Uffenheim (1939 in Landkreis Uffenheim umbenannt) und ab 1856 zum Rentamt Windsheim (1919 in Finanzamt Windsheim umbenannt, seit 1972 Finanzamt Uffenheim). Die Gerichtsbarkeit blieb beim Landgericht Windsheim (1879 in Amtsgericht Windsheim umbenannt), seit 1973 ist das Amtsgericht Neustadt an der Aisch zuständig. Die Gemeinde hatte 1964 eine Gebietsfläche von 3,413 km².
Am 1. Juli 1975 wurde Urfersheim im Zuge der Gebietsreform in Bayern nach Illesheim eingegliedert.

### Baudenkmäler
- An der Ortsstraße eine Reihe von drei Dreiseithöfen (Häuser Nr. 3–5); das Wohnhaus in jedem Fall erneuert; von der ursprünglichen Anlage jedoch die Hofhäuser – erdgeschossige Wohnstallhäuser aus verputztem Fachwerk mit Satteldach – erhalten, um 1800.[18]
- Haus Nr. 26: altes Schulhaus. eingeschossiger, verputzter Massivbau, wohl aus dem frühen 18. Jahrhundert; aufgestockte Stube mit eingeschiftetem Walmdach, Westgiebel mit Krüppelwalm; als Kulisse vor der Kirche für das Ortsbild wichtig[18]
- Haus Nr. 27: evangelisch-lutherische Pfarrkirche St. Bartholomäus mit Kirchhofmauer und Friedhof[19]
- Haus Nr. 32: Fachwerkkleinhaus[19]

### Einwohnerentwicklung
| Jahr      | 1818   | 1840   | 1852   | 1855   | 1861   | 1867   | 1871   | 1875   | 1880   | 1885   | 1890   | 1895   | 1900   | 1905   | 1910   | 1919   | 1925   | 1933   | 1939   | 1946   | 1950   | 1952   | 1961   | 1970   | 1987  |
| Einwohner | 171    | 177    | 198    | 183    | 169    | 168    | 184    | 170    | 177    | 172    | 158    | 153    | 149    | 153    | 162    | 164    | 152    | 140    | 141    | 230    | 209    | 223    | 153    | 191    | 161   |
| Häuser    | 26     | 35     |        |        |        |        | 37     |        |        | 29     | 35     |        | 41     |        |        |        | 38     |        |        |        | 36     |        | 33     |        | 39    |
| Quelle    | [ 21 ] | [ 22 ] | [ 23 ] | [ 23 ] | [ 24 ] | [ 25 ] | [ 26 ] | [ 27 ] | [ 28 ] | [ 29 ] | [ 30 ] | [ 23 ] | [ 31 ] | [ 23 ] | [ 32 ] | [ 23 ] | [ 33 ] | [ 23 ] | [ 23 ] | [ 23 ] | [ 34 ] | [ 23 ] | [ 15 ] | [ 35 ] | [ 2 ] |

## Religion
Der Ort ist Sitz der Pfarrei St. Bartholomäus und ist seit der Reformation evangelisch-lutherisch geprägt. Die Katholiken sind nach St. Bonifaz (Bad Windsheim) gepfarrt.